# Johan Lindeberg
Per Johan Lindeberg, född 4 augusti 1957 i Lund, är en svensk modedesigner.

## Karriär
Johan Lindeberg gick ut från Handelshögskolan vid Göteborgs universitet 1988.. 5 år senare var han chef för en reklambyrå, som bland annat arbetade med jeansmärket Dobber.
Lindeberg började sin bana inom modeindustrin runt 1990 då han blev svensk distributör för det italienska jeansmärket Diesel. Med hjälp av byrån Paradiset och reklammakaren Jocke Jonasson skapades framgångsrika kampanjer som uppmärksammades i Italien. Runt 1994-95 sålde Lindeberg det svenska bolaget till Italien för att avancera till marknadschef. Uppgiften var att ta kampanjerna till USA, vilket skedde 1995. Några månader senare lämnade Johan Lindeberg Diesel, enligt honom själv efter eget beslut. År 1996 startade han ett eget varumärke under namnet J.Lindeberg. Märket förde två linjer, "Stockholm" och "On Course", den senare med inriktning mot golf. Jesper Parnevik var från starten ett affischnamn som man ämnade använda mot etablissemanget.
Slitningar mellan ägare och grundaren Johan Lindeberg, bland annat på grund av nyemissioner som reducerade Lindebergs ägande i företaget, ledde till att han fick lämna företaget och sin roll som kreativ chef 2007.
Johan Lindeberg bodde sedan i New York, där han var creative director på BLK DNM. År 2015 lämnade han företaget efter att ha blivit oenig med investerare, men 2018 köpte han, tillsammans med norska Varnergruppen, loss varumärket.  År 2018 startade han företaget Out of Context Studios AB.
Han var sommarvärd 21 juli 2009.

## Privatliv
Han har varit gift och har en dotter, född 2001.

## Priser och utmärkelser
- 2000:Damernas Världs designpris Guldknappen[8]